# Нечаєв Василь Григорович
Неча́єв Васи́ль Григо́рович (нар. 27 січня 1914 — пом. 5 листопада 1941) — радянський військовий льотчик, Герой Радянського Союзу (1940), під час радянсько-фінської війни флагманський стрілець-радист 54-го швидкісного бомбардувального авіаційного полку (16-а швидкісна бомбардувальна авіаційна бригада Північно-Західного фронту), у роки Німецько-радянської війни льотчик у складі 402-го винищувального авіаційного полку.

## Біографія
Народився 14 (27) січня 1914 року в селі Хонеєво (тепер Сонковський район Тверської області) в родині залізничника. Росіянин. Член ВКП(б) з 1941 року.
Закінчив 7 класів неповної середньої школи та школу ФЗУ в місті Бежецьк. Працював токарем на Бежецькому механічному заводі.
До лав РСЧА призваний у вересні 1936 року. 
Учасник вторгнення СРСР до Польщі в 1939 році.
Закінчив школу молодших авіаційних спеціалістів.
Учасник Радянсько-фінської війни. Флагманський стрілець-радист 54-го швидкісного бомбардувального авіаційного полку 16-ї швидкісної бомбардувальної авіаційної бригади Північно-Західного фронту молодший командир В. Г. Нечаєв здійснив 10 успішних бойових вильотів. У повітряному бою 17 січня 1940 року особисто збив 4 ворожих літаки.
У 1941 році закінчив Качинську військову авіаційну школу пілотів. Учасник Німецько-радянської війни з червня 1941 року. Воював у складі 402-го винищувального авіаційного полку 57-ї змішаної авіаційної дивізії на Північно-Західному фронті.
5 листопада 1941 року молодший лейтенант В. Г. Нечаєв не повернувся з бойового завдання.

## Нагороди
Указом Президії Верховної Ради СРСР від 7 квітня 1940 року «за зразкове виконання бойових завдань командування на фронті боротьби з фінською білогвардійщиною і виявлені при цьому відвагу і геройство» молодшому командиру Нечаєву Василю Григоровичу присвоєне звання Героя Радянського Союзу з врученням ордена Леніна і медалі «Золота Зірка» (№ 383).

## Пам'ять
У селі Хонеєво Сонковського району Тверської області встановлено меморіальну дошку.
Одна з вулиць міста Бежецьк Тверської області названа ім'ям В. Г. Нечаєва.